# فوريا غفوري
فوريا غفوري ((بالفارسية: وریا غفوری)؛ مواليد 20 سبتمبر 1987) هو لاعب كرة قدم إيراني لعب لنادي سباهان في دوري المحترفين الإيراني. استدعاه المدرب كارلوس كيروش إلى صفوف المنتخب الإيراني في أكتوبر 2014. ولعب أول مباراة دولية له أمام كوريا الجنوبية في 18 نوفمبر 2014. وتم استدعاءه للمشاركة مع إيران في كأس آسيا 2015 في 31 ديسمبر 2014. وفي عام 2016 انضم إلى نادي استقلال وهو الآن كابتن الفريق.

## روابط خارجية
- فوريا غفوري على موقع قاعدة بيانات كرة القدم.إي يو (الإنجليزية)
- فوريا غفوري على موقع ناشيونال فوتبول تيمز (الإنجليزية)
- فوريا غفوري على موقع Soccerway.com (الإنجليزية)